# Shopping West Plaza
O Shopping West Plaza é um centro comercial localizado no distrito da Barra Funda, em São Paulo, capital do estado brasileiro homônimo. Sua entrada principal, no bloco B, fica na praça Souza Aranha.
Em 2011 duas novas lojas-âncora chegaram ao West Plaza: a Marisa e a Magazine Luiza, completando a renovação do mix de lojas com foco na nova classe média. As salas da rede Cinemark, anunciadas em 2007, originalmente previstas para meados de 2011 e então adiadas para o final de 2012, estão em processo final de aprovação.
No final de 2011, foi anunciado que a administração do West Plaza seria transferida para a Aliansce em Janeiro de 2012. Em Setembro de 2012, a Aliansce comprou a participação de 25% no shopping da IRB Brasil. Em setembro de 2017, são inauguradas 7 salas de cinema da rede Cinemark, e as 2 salas Playarte encerram suas atividades.